# Пшежечин-Здруй
Пшежечин-Здруй (пол. Przerzeczyn-Zdrój, нім. Bad Dirsdorf) — село в Польщі, у гміні Немча Дзержоньовського повіту Нижньосілезького воєводства.
Населення — 598 осіб (2011).
У 1975-1998 роках село належало до Валбжиського воєводства.

## Демографія
Демографічна структура станом на 31 березня 2011 року:
|          | Загалом | Допрацездатний вік | Працездатний вік | Постпрацездатний вік |
| -------- | ------- | ------------------ | ---------------- | -------------------- |
| Чоловіки | 295     | 58                 | 206              | 31                   |
| Жінки    | 303     | 48                 | 172              | 83                   |
| Разом    | 598     | 106                | 378              | 114                  |